# Vulcanul Eufratului
Vulcanul Eufratului (arabă: بركان الفرات, translit. Burkān al-Furāt‎) a fost un comandament militar comun stabilit în timpul Războiului Civil Sirian, alcătuit în special din formațiunea preponderent kurdă Unitățile de Apărare a Poporului (YPG) și anumite facțiuni ale Armatei Siriene Libere (ASL). Coaliția a luptat pentru alungarea Statului Islamic în Irak și Levant (SIIL) din guvernoratele Alep și Raqqa.
Într-o publicație din octombrie 2015, Institutul Pentru Studii de Război din Washington considera Vulcanul Eufratului drept unul din „jucătorii importanți” din provincia Alep, fiind în principal „anti-SIIL”, dar nu neapărat „anti-regim”. Capturarea orașului Tell Abyad, în iulie 2015, a fost un exemplu de operațiune reușită a comandamentului Vulcanul Eufratului.
YPG au început să antreneze membrii ASL ai coaliției în 2014.
Pe 10 octombrie 2015, Vulcanul Eufratului a fost unul din membrii fondatori ai Forțelor Democratice Siriene (FDS). Curând după formarea FDS, Vulcanul Eufratului a fost înlocuit de alte grupuri și consilii militare din cadrul acestei grupări.